# Casalnuovo di Napoli
Casalnuovo di Napoli és un municipi italià, situat a la regió de Campània i a la Ciutat metropolitana de Nàpols. L'any 2006 tenia 50.537 habitants.